# Mario Iacovitti
Mario Iacovitti (Tufillo, 3 giugno 1921 – Roma, 8 aprile 1993) è stato un militare italiano, insignito della medaglia d'oro al valor militare a vivente nel corso della seconda guerra mondiale.

## Biografia
Nacque a Tufillo, provincia di Chieti, il 3 giugno 1921. 
All'età di diciotto anni si arruolò volontario nel Regio Esercito come aspirante meccanico presso il 1° Autocentro a Torino, e nel maggio 1940 ottenuta la qualifica di meccanico aggiustatore specializzato fu destinato al I Battaglione chimico militare presso il 37º Reggimento fanteria. Venne assegnato in qualità di autista alla 1ª Compagnia chimica "A" da montagna. L'unità venne mobilitata alla dichiarazione di guerra a Francia e Gran Bretagna, avvenuta il 10 giugno 1940, e partecipò alle operazioni di guerra sul fronte occidentale. Rientrato in sede, e promosso soldato scelto nell'aprile 1941, due mesi dopo, nel mese di luglio, partì con la 1ª Compagnia del I Battaglione chimico "A" d'armata destinato a far parte del Corpo di spedizione italiano in Russia rimanendovi per oltre un anno e mezzo. In questo periodo di tempo, per i continui rapporti con la popolazione, imparò la lingua russa. Durante il ripiegamento dell'ARMIR, in seguito all’offensiva sovietica sul fiume Don del dicembre 1942, si distinse durante la fasi della battaglia di Arbuzovka il 22 dicembre 1942.
Quella località, successivamente ridenominata “La Valle della Morte”, era una conca nella quale i superstiti della 52ª Divisione fanteria "Torino", si trovarono isolati dal resto dell'8ª Armata e accerchiati dall'Armata Rossa.
In quelle condizioni disperate improvvisamente tra i soldati, prostrati dal freddo e dalle privazioni, partirono al galoppo due cavalieri che li incitarono ad attaccare il nemico. Uno era il carabiniere Giuseppe Plado Mosca, che sventolava una bandiera tricolore, gridando “Savoia, avanti, avanti”, l'altro era lui. Questo gesto infuse coraggio ai soldati italiani che con un attacco alla baionetta riuscirono a rompere l'accerchiamento. Plado Mosca rimase ucciso da una raffica di mitragliatrice, ed il suo cavallo, rimasto anch'egli ferito, ritornò da solo alle trincee italiane. Egli andò all'assalto per cinque volte, rimase ferito e il suo cavallo fu ucciso, ma riuscì comunque a catturare una mitragliatrice avversaria. Per il coraggio dimostrato in questo frangente fu insignito della medaglia d'oro al valor militare a vivente. Catturato dai sovietici dopo la resa dei superstiti, fu fatto prigioniero di guerra e rimase in Unione Sovietica fino a quando non venne aggregato come interprete ad uno dei primi convogli di prigionieri malati restituiti dall'URSS, giungendo al Centro di raccolta di Milano, il 26 novembre 1945. 
Venne posto in congedo assoluto nel marzo 1946, e si spense a Roma l'8 aprile 1993.  Riposa presso il cimitero del Verano a Roma.

### Fonti
1. 1 2 3 4 5 6 7 8  Combattenti Liberazione.
2. 1 2 3  Gruppo Medaglie d'Oro al Valor Militare 1965, p. 144.
3. 1 2 3 4 5 6  Un italiano in Russia.
4. ↑   Medaglia d'oro al valor militare Iacovitti, Mario, su quirinale.it, Quirinale. URL consultato l'11 luglio 2021.